# Mark Fisher
Mark Fisher (født 11. juli 1968, død 13. januar 2017), også kendt under sit blogging alias k-punk, var en britisk forfatter, kritiker, kulturteoretiker, filosof og lektor hos Goldsmiths, University of London. Fisher udgav flere bøger, og er især kendt for sin bog Kapitalistisk realisme - Findes der noget alternativ? (2009).